# 10672 Kostyukova
10672 Kostyukova eller 1978 QE är en asteroid i huvudbältet som upptäcktes den 31 augusti 1978 av den rysk-sovjetiske astronomen Nikolaj Tjernych vid Krims astrofysiska observatorium på Krim. Den har fått sitt namn efter botanisten Tetjana Kostjukova.
Asteroiden har en diameter på ungefär tjugotvå kilometer.